# Eidskog
Eidskog is een gemeente in de Noorse provincie Innlandet. De gemeente telde 6127 inwoners in januari 2017. 

## Plaatsen in de gemeente
- Skotterud
- Magnor
- Vestmarka

Alvdal · Dovre · Eidskog · Elverum ·  Engerdal · Etnedal · Folldal · Gausdal · Gjøvik · Gran · Grue ·  Hamar · Kongsvinger · Lesja · Lillehammer · Lom ·  Løten · Nord-Aurdal · Nord-Fron · Nord-Odal · Nordre Land · Os · Østre Toten · Øyer · Øystre Slidre · Rendalen · Ringebu · Ringsaker · Sel · Skjåk · Stange · Stor-Elvdal · Søndre Land · Sør-Aurdal · Sør-Fron · Sør-Odal · Tolga · Trysil · Tynset · Vågå · Våler · Vang · Vestre Slidre · Vestre Toten · Åmot · Åsnes

Fylker van Noorwegen